# Aït Mejjat
 (avril 2025).
La mise en forme du texte ne suit pas les recommandations de Wikipédia : il faut le « wikifier ».
Les points d'amélioration suivants sont les cas les plus fréquents. Le détail des points à revoir est peut-être précisé sur la page de discussion.
- Les titres sont pré-formatés par le logiciel. Ils ne sont ni en capitales, ni en gras.
- Le texte ne doit pas être écrit en capitales (les noms de famille non plus), ni en gras, ni en italique, ni en « petit »…
- Le gras n'est utilisé que pour surligner le titre de l'article dans l'introduction, une seule fois.
- L'italique est rarement utilisé : mots en langue étrangère, titres d'œuvres, noms de bateaux, etc.
- Les citations ne sont pas en italique mais en corps de texte normal. Elles sont entourées par des guillemets français : « et ».
- Les listes à puces sont à éviter, des paragraphes rédigés étant largement préférés. Les tableaux sont à réserver à la présentation de données structurées (résultats, etc.).
- Les appels de note de bas de page (petits chiffres en exposant, introduits par l'outil «  Source ») sont à placer entre la fin de phrase et le point final[comme ça].
- Les liens internes (vers d'autres articles de Wikipédia) sont à choisir avec parcimonie. Créez des liens vers des articles approfondissant le sujet. Les termes génériques sans rapport avec le sujet sont à éviter, ainsi que les répétitions de liens vers un même terme.
- Les liens externes sont à placer uniquement dans une section « Liens externes », à la fin de l'article. Ces liens sont à choisir avec parcimonie suivant les règles définies. Si un lien sert de source à l'article, son insertion dans le texte est à faire par les notes de bas de page.
- La présentation des références doit suivre les conventions bibliographiques. Il est recommandé d'utiliser les modèles {{Ouvrage}}, {{Chapitre}}, {{Article}}, {{Lien web}} et/ou {{Bibliographie}}. Le mode d'édition visuel peut mettre en forme automatiquement les références.
- Insérer une infobox (cadre d'informations à droite) n'est pas obligatoire pour parachever la mise en page.

Pour une aide détaillée, merci de consulter Aide:Wikification.
Si vous pensez que ces points ont été résolus, vous pouvez retirer ce bandeau et améliorer la mise en forme d'un autre article.
Les Mejjat (en berbère : Imjad ou Imjâḍ) sont une tribu amazigh chleuh du Maroc, historiquement rattachée à la grande confédération sanhadja. Présents à l’origine dans le haut bassin de la Moulouya (Moyen Atlas), ils ont joué un rôle majeur au XVIIe siècle à travers la fondation et l’essor de la zaouïa de Dila, qui devint un centre religieux et politique influent au Maroc central.
Après leur défaite face à la dynastie alaouite et la destruction de leur zaouïa par Moulay Ismaïl, la tribu fut dispersée dans plusieurs régions. Aujourd’hui, bien qu’ils ne forment plus une entité unifiée, les descendants des Mejjat conservent des liens identitaires forts et sont établis dans diverses régions du pays, du Saïs au Souss, en passant par le Haut Atlas et les zones sahariennes.

## Origines et implantation géographique
La tribu des Mejjat (en berbère : Imjad ou Imjâḍ) est une tribu amazighe du Maroc, historiquement rattachée à la confédération des Sanhadja. Selon les sources historiques, les Mejjat faisaient partie de la fédération des Aït Idrassen du Moyen Atlas.
Leur territoire originel se situait dans le haut bassin de la Moulouya, à l’est du Moyen Atlas. Au début du XVe siècle, la tribu migre vers le piémont occidental du massif, dans la région de l’actuelle province de Khénifra.
Cette migration vers le centre du pays les rapproche des axes stratégiques du Maroc précolonial et prépare leur rôle central au XVIIe siècle avec la création de la zaouïa de Dila.
Avant leur dispersion, les Mejjat occupaient un espace allant des piémonts atlasiques aux plaines du Saïs et du Gharb au nord. Aujourd’hui, en raison des conflits, déplacements et politiques de répression des XVIIe–XVIIIe siècles, leurs descendants sont présents dans diverses régions, notamment autour de Meknès, dans la région de Chichaoua, dans le Souss (vers Tiznit et Sidi Ifni), et dans le sud saharien (Guelmim, Tan-Tan, Tarfaya).

## Histoire

### Origines médiévales et période pré-dilaïte
Les Mejjat (ou Imjad) sont une tribu amazighe issue de la grande confédération des Sanhadja, l’une des trois principales confédérations berbères du Maghreb médiéval, aux côtés des Zénètes et des Masmoudas. Ils sont historiquement rattachés à la fédération des Aït Idrassen, installée dans le Moyen Atlas oriental.
Leur territoire ancestral se situait dans la haute vallée de la Moulouya, entre les régions actuelles de Boulemane, Midelt et l’est de Khénifra. Cette position intermédiaire entre le plateau central et les confins orientaux du royaume leur conférait un rôle stratégique, notamment dans les circuits de transhumance, les routes tribales et les échanges caravanier vers le Tafilalet.
Durant la période saadienne (XVIe – début XVIIe siècle), les Mejjat sont mentionnés comme une tribu aguerrie et bien structurée. Sous le règne du sultan Ahmed al-Mansour (r. 1578–1603), des chroniques rapportent qu’ils étaient capables de fournir jusqu’à « 500 selles et 1500 hommes » à l’armée royale. Cette contribution militaire témoigne d’un poids démographique conséquent, ainsi que d’un rôle reconnu dans l’appareil défensif du Makhzen saadien.
Leur implantation dans le Moyen Atlas les mettait aussi en contact avec les marabouts, les lettrés (tolba) et les mouvements religieux montagnards. Ce terreau spirituel va favoriser l’émergence d’un saint local, Sidi Abubakr al-Mejjati, fondateur de la zaouïa de Dila vers 1566. Cette institution marquera l’entrée des Mejjat dans la grande histoire politique et religieuse du Maroc.

### Apogée au XVIIe siècle: la zaouïa de Dila
La tribu Mejjat joue un rôle central dans l’histoire du Maroc au XVIIe siècle grâce à la fondation de la zaouïa de Dila. Vers 1566, Sidi Abubakr ibn Muhammad al-Mejjati, un marabout issu de la tribu, fonde une confrérie soufie dans la région d’Aït Ishaq (actuelle province de Khénifra). Cette zaouïa devient rapidement un centre spirituel majeur dans le Moyen Atlas, attirant disciples et érudits.
Sous la direction de son fils, Muhammad al-Hajj al-Dila’i, la confrérie prend une ampleur politique inédite. Profitant du vide laissé par la mort du sultan saadien Ahmed al-Mansour en 1603, les Dilaïtes étendent leur autorité dans un contexte d’anarchie dynastique.
Vers 1641, Muhammad al-Hajj ordonne l’assassinat du chef guerrier el-Ayachi, son principal rival au nord, et impose progressivement son pouvoir sur les villes de Fès, Meknès, Salé, Tétouan et le Gharb. En 1659, après la mort du dernier souverain saadien, il est proclamé sultan à Fès, concrétisant l’apogée du pouvoir Dilaïte.
À cette époque, les Mejjat, via leur zaouïa, administrent de fait un État théocratique amazigh, mêlant pouvoir religieux, militaire et tribal.

### Conflit avec les Alaouites et chute de Dila
Cette montée en puissance attire la rivalité de la nouvelle dynastie alaouite installée au Tafilalet. Dès les années 1660, le prince Moulay Rachid lance une série d’expéditions pour reprendre le contrôle du nord du Maroc. En 1668, les armées Dilaïtes subissent une lourde défaite qui entraîne la chute de leur émirat.
Leur chef spirituel est éliminé ou exilé, et leur réseau de pouvoir se désagrège. En 1677, Aḥmad ibn Abdallah al-Dila’i, petit-fils du fondateur, tente une dernière rébellion en s’alliant aux Ottomans d’Alger, mais son soulèvement échoue.

### Dispersion de la tribu sous Moulay Ismaïl
L’accession au pouvoir de Moulay Ismaïl (1672–1727) marque une répression radicale. En 1696, la zaouïa de Dila est entièrement détruite sur ordre du sultan, sa bibliothèque rasée, et son influence spirituelle réduite à néant.
Moulay Ismaïl organise la **dispersion systématique** des Mejjat. Une grande partie est exilée dans la plaine du Saïs, aux abords de Meknès, où elle est désarmée et réaffectée à des fonctions pastorales. Le sultan aurait même fait détourner l’Oued Boufekrane, qui traversait leur ancien territoire, pour alimenter les jardins impériaux de Meknès.
Certains groupes sont envoyés vers Marrakech (région de Chichaoua), tandis que d’autres fuient vers le sud et s’installent dans le Souss, l’Anti-Atlas (région d’Imi n Imjjad), ou s’intègrent à la confédération Tekna dans les confins sahariens (Tan-Tan, Tarfaya).
Ce démantèlement entraîne la fin de la tribu comme entité politique unifiée, mais plusieurs branches perpétuent leur mémoire dans des zones rurales du Maroc, parfois intégrées à d’autres structures tribales.

## Langue, culture et traditions

### Langue et identité
Les Mejjat sont une tribu amazighe de tradition sanhadja, historiquement chleuhophone. Leur langue d’origine est une variante du tachelhit, dialecte berbère parlé dans le sud-ouest du Maroc, notamment dans le Souss, le Haut Atlas occidental et l’Anti-Atlas.
Le nom berbère de la tribu, Imjad (forme plurielle), dériverait du mot *amjjuḍ*, signifiant « chauve » ou « au crâne dénudé » en tachelhit. Il pourrait faire référence à l’aspect nu de certaines collines de leur terroir d’origine, ou à une légende tribale liée à leurs ancêtres.
Avec la dispersion post-Dila, la situation linguistique et identitaire des Mejjat s’est diversifiée :
- Dans la région de Meknès – El Hajeb, les Mejjat ont été progressivement arabisés au contact des populations arabophones. Toutefois, jusqu’au XXe siècle, certains douars berbérophones subsistaient dans les zones rurales (ex. : Breïda, Majjate).
- Dans le Haouz de Marrakech (Chichaoua, Imintanout), la tribu s’est maintenue dans un milieu berbère. Le tachelhit y a été mieux conservé, et on y trouve encore des toponymes comme Aït M’Jjat ou Douar Mejjat.
- Dans le Souss et l’Anti-Atlas (région de Tiznit, Sidi Ifni), les Mejjat — localement appelés Imjâḍ — sont pleinement intégrés aux sociétés chleuhophones. Ils partagent le parler des Aït Baâmrane ou Ida ou Baqil.
- Dans le sud saharien (provinces de Tan-Tan et Tarfaya), les Mejjat intégrés aux Tekna se sont majoritairement arabisés. Ils parlent aujourd’hui l’arabe hassani, mais conservent la mémoire de leur ascendance amazighe[14].

Malgré ces évolutions, les branches dispersées partagent un attachement à leur nom d’origine (Imjad/Majjat), à leurs saints fondateurs, et à une identité commune ancrée dans leur passé sanhadja.

### Mode de vie, arts et artisanat
Traditionnellement, les Mejjat étaient à la fois agriculteurs de montagne et pasteurs. Avant leur dispersion, ils vivaient dans le Moyen Atlas, cultivant l’orge et le seigle sur des hautes plaines, et élevant des ovins sur les pâturages d’altitude. Leur participation à la zaouïa de Dila leur conférait aussi un rôle religieux, avec une forte proportion de tolba (étudiants) et fqih (érudits religieux).
Après la dispersion, les modes de vie se sont adaptés aux régions d’accueil :
- **Dans le Saïs**, autour de Meknès, les Mejjat sont devenus une tribu guich (militaro-paysanne). Ils cultivaient le blé, l’orge et élevaient des troupeaux. Ils étaient réputés pour fournir des cavaliers au Makhzen. Leurs vêtements incluaient djellabas brunes, burnous en poil de chèvre, turbans blancs. Les femmes tissaient des tapis géométriques, similaires à ceux des Zayanes voisins.
- **Dans le Souss et l’Anti-Atlas**, les Imjâḍ sont devenus des sédentaires chleuhs. Ils pratiquaient l’agriculture en terrasses, l’arboriculture (figuiers, amandiers), le tissage (couvertures, tapis), la poterie et la bijouterie en argent. Le costume féminin incluait des fibules, bracelets, et un voile coloré izôr. Les hommes portaient le tagelmust (cheche) ou le sader.
- **Chez les Mejjat sahariens** (Tekna), le mode de vie était nomade ou semi-nomade, fondé sur l’élevage camelin, la chasse et la pêche côtière. Ils tissaient des tentes en poil de chèvre, fabriquaient des filets, travaillaient le cuir. Les hommes portaient la derraa bleue (tunique saharienne), et les femmes le mlefah[16].

Quel que soit leur lieu de résidence, les Mejjat ont conservé des pratiques religieuses liées au soufisme, en particulier autour du Mawlid (naissance du Prophète) et des moussems dédiés à leurs saints (Sidi al-Mejjati, Sidi Abdallah, etc.). La transmission de la baraka (bénédiction spirituelle) par les descendants de marabouts demeure une composante culturelle forte.

## Témoignages historiques, mémoire collective et répartition actuelle

### Témoignages et anecdotes historiques
Plusieurs faits historiques et traditions orales, parfois mêlés de légende, ont nourri la mémoire collective des Mejjat :
- Puissance militaire sous les Saadiens : Vers 1600, les Mejjat étaient capables de mobiliser jusqu’à 1500 cavaliers. Sous Ahmed al-Mansour, ils fournissaient « 500 selles et 1500 hommes » à l’armée royale, ce qui en faisait une tribu stratégique dans la défense du Makhzen[13].

- Assassinat d’El Ayachi (1641) : Le chef marabout El Ayachi, rival de la zaouïa de Dila, fut éliminé sur ordre de Muhammad al-Hajj al-Dila’i, ce qui permit aux Dilaïtes d’étendre leur autorité sur le Gharb et Salé[17].

- Malédiction climatique : Une tradition orale rapporte que, lors de la répression des Mejjat, un saint leur aurait offert de choisir entre « 40 jours de neige » ou « 7 jours de pluie torrentielle ». Ayant choisi la pluie, une inondation catastrophique aurait détruit leurs villages et décimé leurs troupeaux, précipitant leur exil[18].

- Détournement de l’oued Boufekrane : Après l’exil des Mejjat vers le Saïs, le sultan Moulay Ismaïl aurait détourné l’Oued Boufekrane, anciennement utilisé par la tribu, pour irriguer ses palais à Meknès[11].

- Divisions internes : Des chroniqueurs coloniaux soulignent que les Mejjat étaient fréquemment divisés en sous-fractions (ex. : Aït Abdallah, Aït Sa’id), ce qui aurait facilité leur démembrement par le Makhzen[19].

### Répartition actuelle des descendants de la tribu
Plus de trois siècles après la dispersion organisée par le pouvoir alaouite, les descendants de la tribu Mejjat (ou Imjad) sont présents dans plusieurs régions du Maroc. Bien qu’ils ne forment plus une entité tribale unifiée, leur nom subsiste dans la toponymie, les généalogies familiales et certaines pratiques culturelles.
- Région de Meknès – El Hajeb : C’est aujourd’hui le principal foyer Mejjat. Ils sont regroupés autour de la commune rurale de Majjate, dans la plaine de la Breïda, entre Meknès et El Hajeb[20]. Ce groupe est issu de la déportation imposée par Moulay Ismaïl au XVIIe siècle. Certains Mejjat figurèrent parmi les tribus guich chargées de défendre la capitale impériale.

- Région de Marrakech – Chichaoua : Des mentions d’Oulad Mjjat apparaissent dès le XVIIIe siècle dans le Haouz, et la tribu est recensée au XXe siècle dans le cercle de Chichaoua[21]. Des toponymes comme Douar Mejjat ou Aït M’Jjat subsistent dans la région d’Imintanoute.

- Région du Souss – Anti-Atlas : Une branche exilée au sud est connue sous le nom de Imjâḍ. Elle s’est implantée au sud de Tiznit, notamment dans les douars d’Imi n Imjjad (province de Sidi Ifni)[22]. Intégrée aux Aït Baâmrane, cette fraction a conservé son nom et ses traditions.

- Région saharienne (Tekna – Guelmim, Tan-Tan, Tarfaya) : Dans les provinces du sud, les Mejjat forment une composante de la confédération Tekna, sous le nom de Faction Majat ou Imjjad Oulad Sidi Ahmed Lakrûn. Présents entre Chbika, Akhfennir, Naila et Tan-Tan, ces Mejjat sont aujourd’hui pour la plupart sédentarisés, mais leur structure tribale demeure identifiable[23].

Le souvenir de leur appartenance commune est maintenu par les patronymes (El Mjjati), les pratiques religieuses soufies, les pèlerinages autour des tombeaux de leurs saints, ainsi que par la transmission orale. Dans plusieurs régions du Souss et du Moyen Atlas, des poésies chantées de type amerg — courtes strophes en tachelhit — perpétuent la mémoire des Imjjad. L’un de ces chants traditionnels, rapporté dans la région d’Imi n Imjjad (province de Sidi Ifni), évoque la bravoure et l’exil de la tribu après sa dispersion au XVIIe siècle :
Ayyi d wass, ayyi d tikli
Yuga d ixdimen n Imjjad
Ar tidi, ar akal amqqran
Ur d-fkun afus g teghzi
Imeddukal i d-ṛawi
Imjjad ur d-nnusen xqur
Tnna lḥala ak issli
S tlawin n lḥrur
Traduction française :
Ô jour de lutte, ô nuit de courage,
Reviennent les ombres des Imjad,
Sur les crêtes, sur les vastes terres,
Ils ne tendirent pas la main à l’envahisseur.
Le vent porte encore leurs noms,
Les Imjad n’ont jamais courbé l’échine,
Le destin les a dispersés,

Mais les femmes chantent leur gloire.
Ce type de chant illustre la persistance de l’identité tribale amazigh dans les mémoires rurales, bien après la perte d’unité territoriale.